# Casper Rode
Casper eller Caspar Hinrich Rode var grundare av sockerbruket Planeten i Norrköping och drev tobaksspinneriet Rodes i Norrköping från 1729. Casper H Rode kom ursprungligen från Karlskrona. Han var inblandad i den så kallade Packhussaken 6 maj 1752 då konfiskerat importgods återtogs genom organiserat våld. Rode dömdes till vatten och bröd, straffet sänkes till endast en vecka men ekonomiskt verkade han ändå drabbas mycket hårt. Rode avled 1756.